# Pavel Moulis
Pavel Moulis (* 7. dubna 1991 v Teplicích) je český fotbalový útočník či záložník působící v FK Teplice.

## Klubová kariéra
Svoji fotbalovou kariéru začal v FK Duchcov, odkud v průběhu mládeže zamířil do FK Teplice, kde se v roce 2010 propracoval do prvního mužstva. V létě 2011 odešel na hostování do FK Ústí nad Labem, kde hostoval i od srpna 2012 do prosince 2013. V zimním přestupovém období ročníku 2013/14 přestoupil do FK Baumit Jablonec. V únoru 2015 odešel na půlroční hostování do 1. FK Příbram.
V červenci 2015 přestoupil z Jablonce do SK Sigma Olomouc.
Od roku 2019 hraje opět za FK Teplice.
V den svých 30. narozenin vstřelil dva góly (ten druhý z penalty) Mladé Boleslavi a pomohl 7. dubna 2021 vyhrát 2:1 čtvrtfinále domácího poháru a postoupit do semifinále.